# Gare de Villebon-État
Ne doit pas être confondu avec Gare de Palaiseau - Villebon.
La gare de Villebon-État était une gare ferroviaire française de la ligne d'Ouest-Ceinture à Chartres, située sur le territoire de la commune de Villebon-sur-Yvette, dans le département de l'Essonne, en région Île-de-France.
Elle est mise en service en 1930, par l'administration des chemins de fer de l'État, et est fermée au trafic voyageurs en 1939.

## Situation ferroviaire
Établie à 87 m d'altitude, la gare de Villebon-État était située au point kilométrique (PK) 18,7 de la ligne d'Ouest-Ceinture à Chartres entre les gares de Massy - Palaiseau et d'Orsay-État.

## Histoire
La ligne et la gare sont en travaux lors du début de la Première Guerre mondiale qui provoque l'arrêt de la construction ; celle-ci ne sera poursuivie qu'après la fin du conflit en 1919,. La mise en service de la ligne a lieu en 1930.
La ligne est fermée au service voyageurs le 1er août 1939. Pendant la Seconde Guerre mondiale, l'armée allemande en récupère les rails. En 1944, un bombardement aérien détruit la ligne et ses viaducs, dont celui de Palaiseau, alors qu'elle n'avait plus de trafic ni de rails ce qui provoque la fermeture de la ligne et de ses gares. Elle est définitivement déclassée en 1953.

Galerie d'images
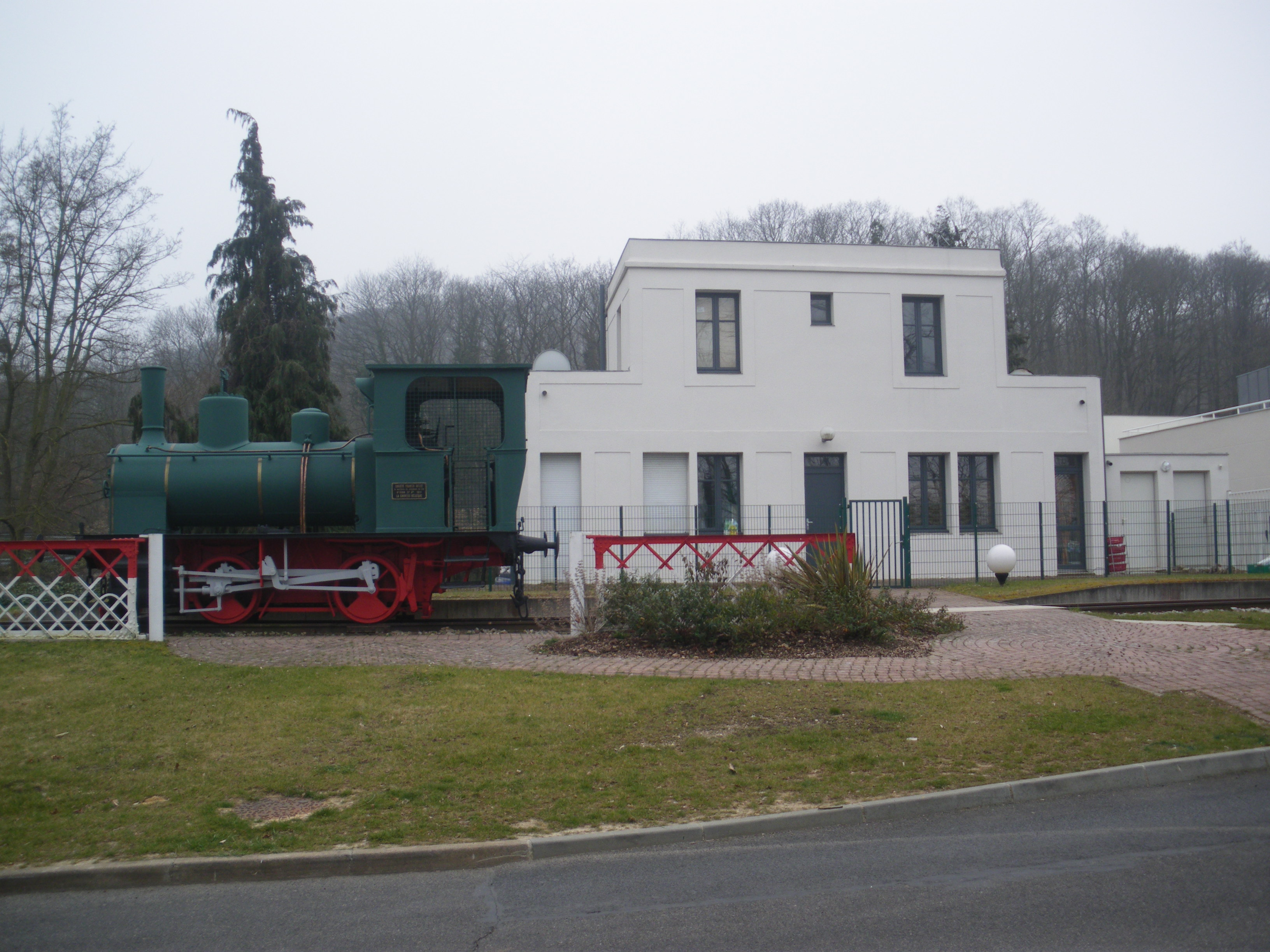
Le bâtiment voyageurs restauré.
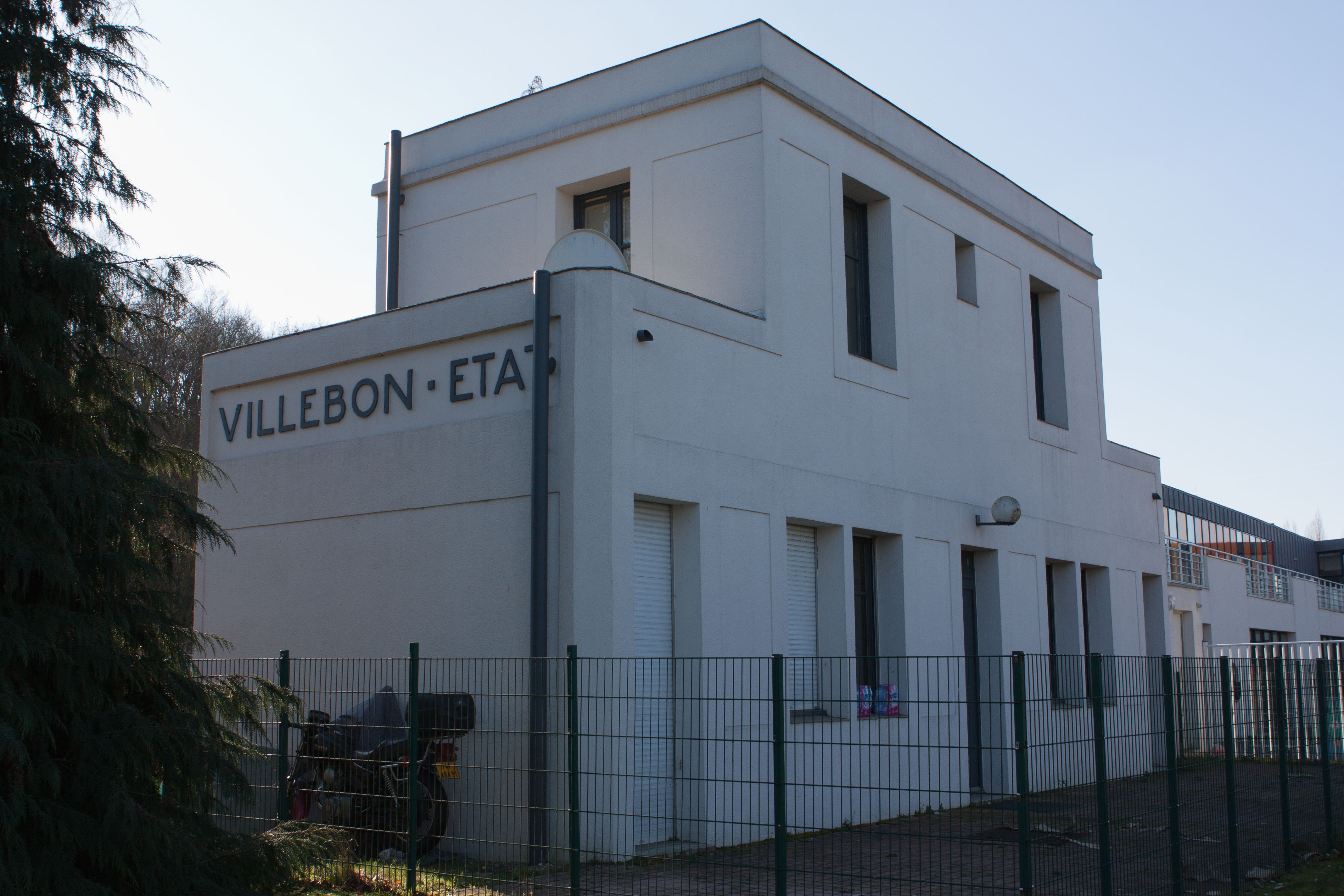
Nom de la gare de style moderniste.
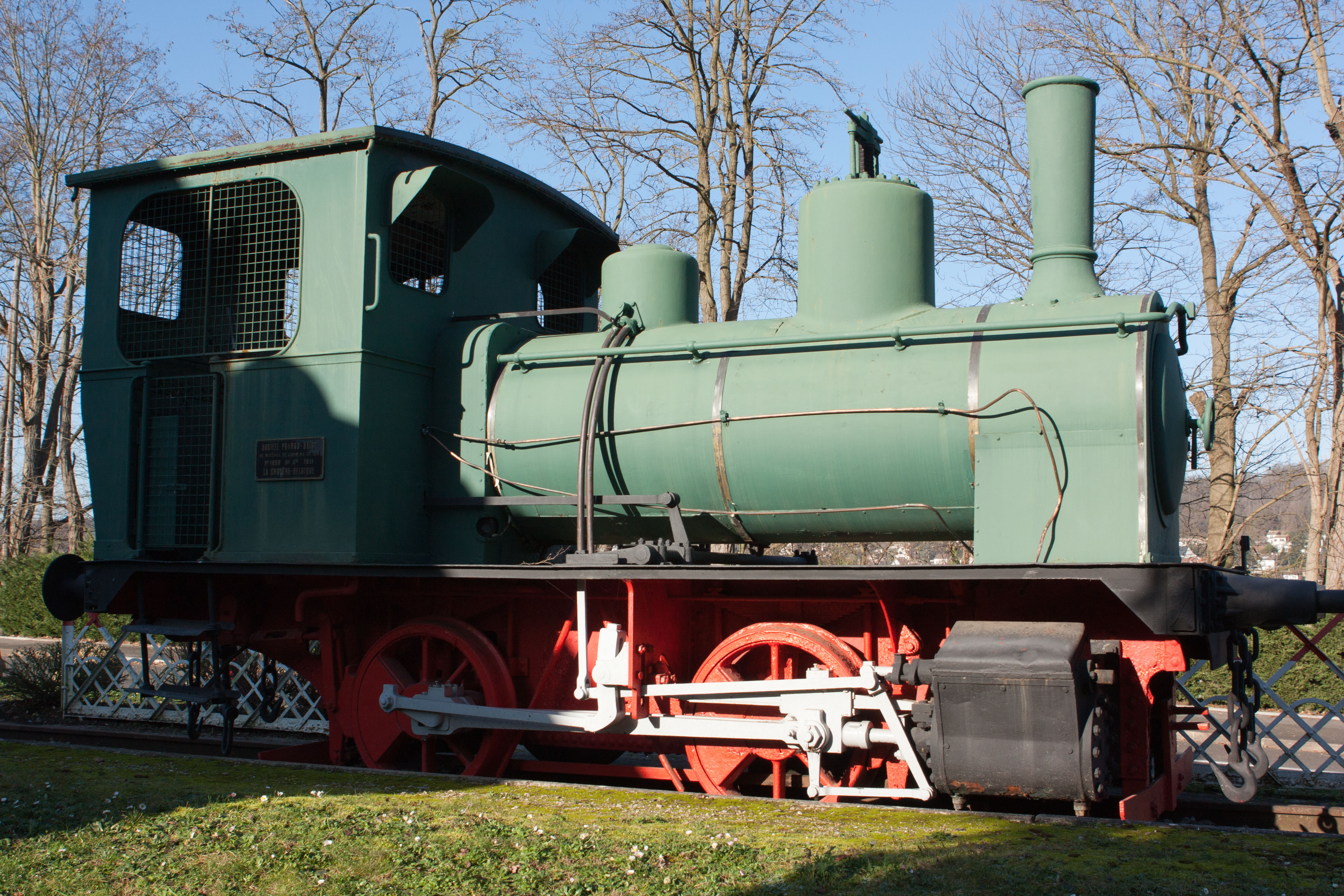
La locomotive exposée devant la gare.